# Жас Алаш
Жас Алаш — казахська суспільно-політична незалежна газета, заснована в 1921 році. У часи СРСР мала назву «Лениншіл жас» («Ленінська молодь»). Виходить двічі на тиждень.

## Заснування
Газета вперше побачила світ 22 березня 1921 року. Ініціатором її створення став один із керівників комсомольської організації Туркестанської АРСР Гані Муратбаєв у Ташкенті — столиці республіки. Він був призначений головним редактором видання. Вже за півроку газету закрила радянська влада, бо, на думку керівництва, впливала на розвиток націоналістичного, демократичного та антибільшовицького руху «Алаш».
Цільовою аудиторією газети, що виходила казахською мовою, була казахська молодь Туркестанської АРСР (що включала також південь Казахстану). Влада потребувала рупору туркестанської комсомольської організації. Тому, 1 вересня 1922 року випуск газети «Жас кайрат» було відновлено. Редактором призначено Е. Алдонгарова. Газета виходила приблизно рік, а з 1924 року на її основі був створений однойменний журнал. Однак з 3 лютого 1925 по 30 жовтня 1926 року спочатку в Оренбурзі, а потім у Кизилорді відновилося видання щотижневої газети під колишньою назвою «Жас кайрат».
Відроджена газета знайомила читачів з новинами в країні і за кордоном. У розділі «Казахська молодь» публікувалися статті про діяльність місцевих молодіжних організацій. Рубрика «У здоровому тілі — здоровий дух» була присвячена медицині та спорту. Розділ «Господарство» пропагував перехід з кочового способу життя на осілий. У вересні 1926 року, незадовго до закриття, газета була перетворена на орган Казахстанського крайового і молодіжного комітету Сирдар'їнської області.
Практично одночасно з зазначеними виданнями в 1922 році в Оренбурзі — столиці Киргизької АРСР (що охоплювала в тому числі Казахстан) — видавалася молодіжна газета «Ортен», швидко закрита за неблагонадійність. Замість неї розпочали випуск журналу «Жас казах», а пізніше (з 8 лютого 1924 року) створено програму «Лениншил жас» при газеті «Енбекши казак». Журнал виявився недостатньо оперативним виданням, тому наступного року був переформатований у самостійну газету «Жас казах» (виходила трохи менше року).
У тому ж 1925 році відбулося об'єднання журналів «Жас казак» і «Жас кайрат» у журнал під назвою «Леніншил жас». Приблизно в цей же час припинився випуск однойменного додатку. Від так, журнал із листопада 1926 року став єдиним виданням для молоді казахською мовою, а 22 вересня 1927 року знову перетворений на однойменну газету.

## «Лениншил жас»
У 1929 році газета змінила місце видання, перебравшись до нової столиці республіки — Алма-Ати. У січні 1931 року перейшла з арабського письма на латиницю, а пізніше і на кирилицю. З жовтня 1941 року видання газети було припинено у зв'язку з масовим призовом співробітників на фронт. Випуск був відновлений у вересні 1945 року.
З настанням «відлиги» зміст і зовнішній вигляд газети стали більш цікавими, в результаті чого підвищилася популярність видання, що виходило тричі на тиждень. «Це був рік 1959-й, — згадував Сейдахмсет Бердикулов, тоді молодий журналіст, а в майбутньому головний редактор газети, — Того року і без того популярна молодіжна газета „Леніншил жас“ була, можна сказати, в зеніті слави. І мені довелося бачити своїми очима, як ходили по руках її стерті номери — в Моїнкумах у будинку одного головбуха підшивку зі знаменитою повістю читали одночасно при мені відразу чотири людини». Наклад сягав 300 тисяч примірників.
У 1973 році газета була нагороджена орденом «Знак Пошани».

## У пострадянський час
У 1991 році газета змінила назву на первинну — «Жас Алаш». У 2000 році була удостоєна премії «Алтин Жулдиз» («Золота зірка») як «Найкраща газета року». У цей період наклад складав близько 50000 примірників.